# Зайцево (Правдинський район)
Зайцево (рос. Зайцево) — селище Правдинського району, Калінінградської області Росії. Входить до складу Домновського сільського поселення.
Населення —  208 осіб (2015 рік). 

## Населення
| 2002 | 2010 |
| ---- | ---- |
| 244  | ↘208 |